# Aute Retrato
Aute Retrato és una pel·lícula documental espanyola del 2019 coescrita i dirigida per Gaizka Urresti sobre l'artista polifacètic Luis Eduardo Aute, definit pel director com un dels creadors més importants de la cultura espanyola de l'últim mig segle.

## Sinopsi
El documental fa una recopilació dels millors moments de Luis Eduardo Aute en els seus 50 anys de carrera musical i artística. És un recorregut per les seves diferents facetes creatives i les seves bandes sonores. Tota la vida l'artista revelada per un grup de testimonis, col·laboradors i amics que, a través dels seus testimoniatges, demostren l'impacte que han tingut les seves cançons icòniques (Rosas en el mar, Al alba, La belleza) sobre l'actualitat musical.

## Repartiment
Juntament amb l'artista hi intervenen Ana Belén, Joaquín Sabina, Joan Manuel Serrat, Antonio Fraguas de Pablo, Silvio Rodríguez o Dani Martín.

## Crítiques
En general el documental no va tenir gaire bones crítiques:
| «                            | "Abusa dels busts parlants, brilla en el maneig d'un variat i ric material d'arxiu i comet el, a consideració d'aquest crític, majúscul error de no concedir un major protagonisme a les cançons d'aquest cantautor" | » |
| — Jordi Costa: Diari El País | |   |

| «                        | "Homenatge sense sal a un artista que, en els seus temps, va ser perfum i vidriol. (…) Puntuació: ★★½ (sobre 5)" | » |
| — Yago García: Cinemanía | |   |

| «                                  | "El millor d' “Aute Retrato” (títol enginyós on n'hi hagi) és que contagia a l'espectador aquest amor irreductible al treball. (...) Llàstima que sigui, en la seva formulació visual, tan rutinària i convencional. (…) Puntuació: ★★★ (sobre 5)" | » |
| — Jordi Batlle Caminal: Fotogramas | |   |

## Nominacions
Ha estat nominada amb el Goya al millor documental del 2020, al millor documental als XXV Premis Cinematogràfics José María Forqué. i al millor documental de les Medalles del Cercle d'Escriptors Cinematogràfics de 2019.